# Miilkbone
Miilkbone (bürgerlicher Name Thomas Wlodarczyka; * im 20. Jahrhundert) ist ein US-amerikanischer, seit 1993 aktiver Rapper.

## Leben und Wirken
Sein erstes veröffentlichtes Album Da’ Miilkrate erschien 1995, nachdem Miilkbone 1994 einen Vertrag bei Capitol Records unterschrieben hatte. Vorher hatte er die zwei Singles Keep It Real und Where’z Da’ Party At? veröffentlicht, welche einige mediale Aufmerksamkeit bekamen. Das Album jedoch wurde wenig erfolgreich, so erreichte es nur Platz 81 der Billboard R&B/Hip-Hop Albums. 2001 veröffentlichte er sein zweites Studioalbum U Got Miilk?, welches ebenfalls wenig erfolgreich war. In diesem Jahr veröffentlichte er außerdem die 12″-Promo-Single Yes Yes Yall / Dear Slim, welche als Antwort an Eminem gedacht war, der in seinem Song Just Don’t Give a Fuck negativ auf ihn angespielt hatte. Der Track wurde von Eminem ignoriert.

## Diskografie
Alben
- Da’ Miilkrate
- U Got Miilk?

Singles
- Keep It Real
- Where’z Da’ Party At?
- Yes Yes Yall / Dear Slim